# Краков Нова-Хута
Краков Нова-Хута (пол. Kraków Nowa Huta) — грузовая (по 1999 год пассажирская и грузовая) железнодорожная станция в городе Краков, в Малопольском воеводстве Польши. Имеет 1 платформу и 2 пути.
Станция была построена в 1950—1951 годах. Названия станций изменились: «Руща» (польск. Ruszcza) по 1954 год, «Нова-Хута» (польск. Nowa Huta) в 1955—1967 годах, нынешнее название сохранилось с 1968 года.